# Bijulikot
Bijulikot – gaun wikas samiti w środkowej części Nepalu w strefie Dźanakpur w dystrykcie Ramechhap. Według nepalskiego spisu powszechnego z 2001 roku liczył on 1051 gospodarstw domowych i 5548 mieszkańców (2925 kobiet i 2623 mężczyzn).